# Immanuel-Kant-Gymnasium Pirmasens
Das Immanuel-Kant-Gymnasium Pirmasens (IKGP) ist ein altsprachliches Gymnasium auf dem Horeb, einem Stadtviertel von Pirmasens, Rheinland-Pfalz. Benannt ist die Schule nach dem deutschen Philosophen Immanuel Kant. Das IKGP wurde im Jahr 1836 als Lateinschule gegründet und ist die älteste Höhere Schule der Stadt.

## Geschichte
Im Jahr 1771 wurde die erste Lateinschule der Stadt Pirmasens – in der Garnisonsschule direkt neben der Lutherkirche – gegründet, musste aber nach 22 Jahren Schulbetrieb während der Französischen Revolutionskriege geschlossen werden. Nachdem die Pfalz 1815 an Bayern gefallen war, wurde 1835 eine neue unvollständige Lateinschule genehmigt, die am 18. Januar 1836 im Bechtoldbau in der Alleestraße ihre Pforten öffnete. Damals hatte die Schule zwei Lehrer, die zwei Klassen unterrichteten. Ein Jahr nach der Gründung wurde der Schule eine Realklasse angegliedert, deren Schüler vom Unterricht in Griechisch befreit waren.

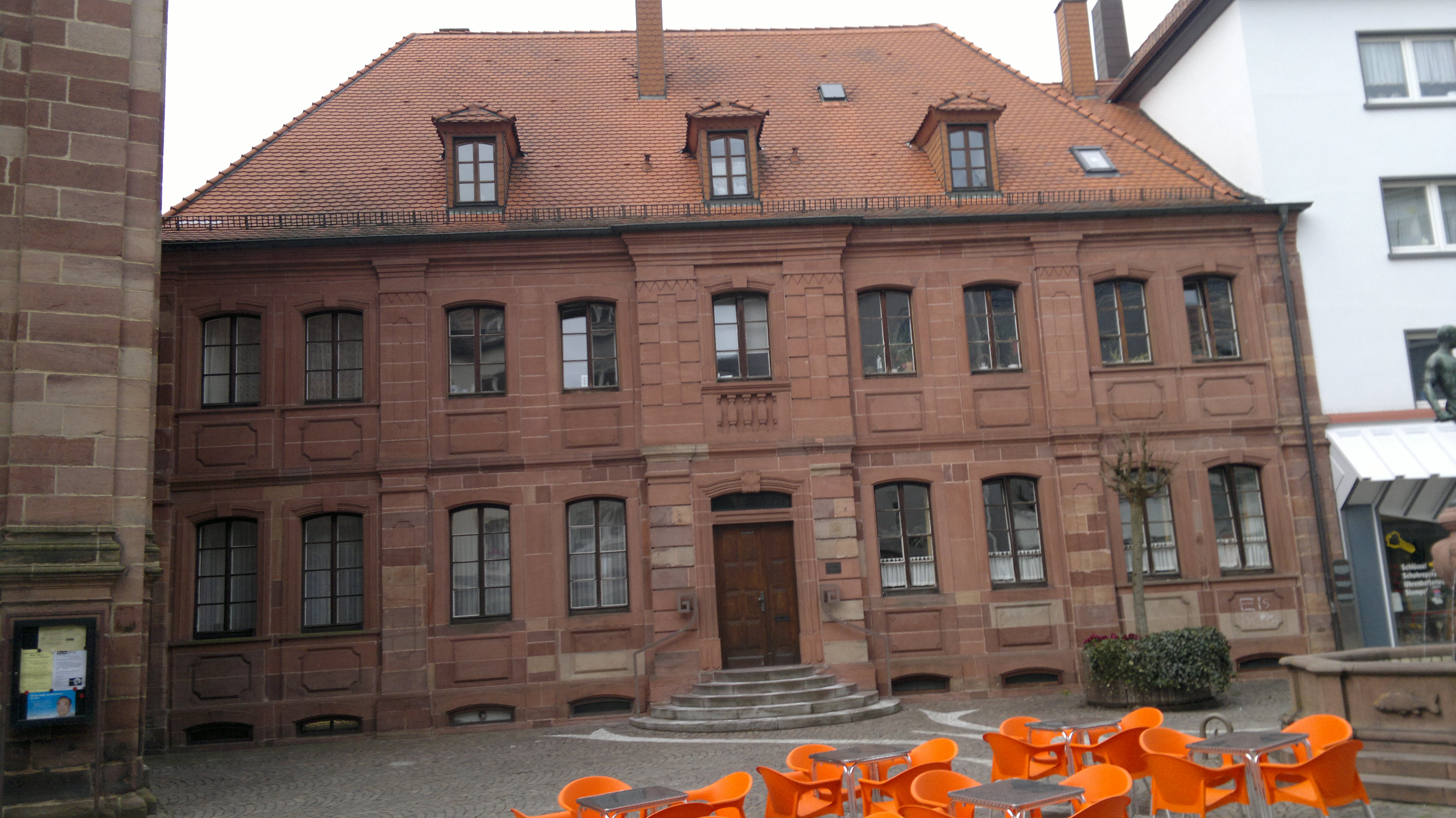
Ehemalige Garnisonsschule in der Hauptstraße, der Standort der ersten Lateinschule (1771–1793); links daneben die Lutherkirche, am rechten Rand der Joßbrunnen

Das schnelle Wachstum der Stadt Pirmasens während des Beginns der Ära der Schuhindustrie führte dazu, dass die Lateinschule zu klein wurde. Am 1. August 1882 zog sie in ein größeres Gebäude im Stadtzentrum. 1888 schließlich wurde die Realklasse in eine Realschule ausgegliedert und die Lateinschule zum Progymnasium mit sechs Klassen aufgewertet. Die Schüler, welche ihr Abitur machen wollten, mussten nach der sechsten Klasse in ein Gymnasium nach Kaiserslautern fahren. Auf Drängen der Pirmasenser Bürger erhob die Schulverwaltung das Progymnasium 1909 zum vollständigen Humanistischen Gymnasium mit sieben Klassen. Ein Jahr später sorgte eine Schulreform für die Angliederung einer achten Klasse, wonach das weiter gewachsene Gymnasium in das Exerzierplatzschulgebäude umzog. 1911 kam eine neunte Klasse hinzu. Zu Beginn des Ersten Weltkriegs 1914 meldeten sich acht Lehrer und alle Schüler der neunten Klasse als Freiwillige, wovon vier Lehrer und 29 Schüler im Krieg fielen.
Mit der Änderung des Schulsystems in der Weimarer Republik wurden nach dem Weltkrieg 1919 erstmals Mädchen zum Besuch des Gymnasiums zugelassen. Am 1. September 1939 wurde die gesamte Stadt und damit auch die Schule evakuiert; im August 1944 zerstörte ein Bombenangriff einen Großteil der Exerzierplatzschule. Anfang 1945 musste nach einem weiteren Bombenangriff der Schulbetrieb eingestellt werden. Nach einer notdürftigen Reparatur des Schulgebäudes wurde der Unterricht 1946 wieder aufgenommen. 1950 wurde die Schule in Altsprachliches Gymnasium umbenannt.
Der Stadtrat beschloss 1960 einen Neubau auf dem Horeb in der Wörthstraße mit dem neuen Namen Staatliches Gymnasium (altsprachlich, neusprachlich) Pirmasens, welches dann 1976 in Immanuel-Kant-Gymnasium Pirmasens umbenannt wurde.1975–1976 wurde ein dreistöckiger Erweiterungsbau erstellt, um der gewachsenen Schülerzahl Platz zu bieten. Im Juli 1995 wurde das defekte Dach des Gymnasiums erneuert. 2005/2006 wurde die Fassade der Schule umgestaltet sowie die Fenster ausgetauscht. Aus dem Konjunkturpaket II sind ab 2009 2,3 Millionen Euro zur Sanierung des Gebäudes verwendet worden.

## Ausrichtung und Förderverein
Schwerpunkte werden neben den Alten Sprachen Latein und Griechisch auch auf den musisch-kreativen Bereich gelegt. Von 1995/1996 bis zum Schuljahr 2007/2008 stieg die Anzahl der Schüler an Gymnasien mit Latein als Fremdsprache in Rheinland-Pfalz von 104.106 auf 134.445. Die künstlerisch-musische Ausrichtung wird durch die weit über die Stadtgrenzen hinaus bekannte Theater-AG Prolögchen sowie verschiedene andere kunstbezogene Projekte in den Bereichen Musik und Bildende Kunst realisiert.
Der Verein zur Förderung des Immanuel-Kant-Gymnasiums Pirmasens e. V. wurde 1936 als Verein der Freunde und Förderer des altsprachlichen Gymnasiums gegründet. Aus Spenden und Beiträgen der 282 Mitglieder (2004) konnten im Schuljahr 2003/2004 für die Schülerförderung 11.500 € zur Verfügung gestellt werden.

## Bekannte Lehrer
- Karl Heinrich Emanuel (1911–1995), Maler und Bildhauer, war auch Schüler am Gymnasium

## Bekannte Schüler
- Heinrich Göring (1850–1931), Schreinermeister und Politiker (Zentrum)
- Louis Leinenweber (1850–1914), Lederfabrikant und Politiker (NLP)
- Karl Lützel (1859–1929), Bäckermeister und Politiker (NLP)
- Ludwig Diehl (1866–1947), Schriftsteller
- Karl Theodor Fahr (1877–1945), Professor für Pathologie in Hamburg
- Hugo Ball (1886–1927), Mitbegründer des Dadaismus
- Gustav Rheinberger (1889–1968), Unternehmer und Leiter der Schuhfabrik Rheinberger, Ehrenbürger der Stadt Pirmasens
- Hermann Breith (1892–1964), General der Panzerstreitkräfte im Zweiten Weltkrieg
- Eugen Ludwig Rapp (1904–1977), Theologe, Orientalist und Afrikanist, Ehrenbürger der Stadt Pirmasens
- Roland Seffrin (1905–1985), Pädagoge und Politiker (Zentrum, CDU)
- Wolfgang Steuer (1915–1999), Förster und Politiker (SPD)
- Fritz Schneider (1916–2006), Jurist und Politiker (FDP, CDU)
- Hans Lutwitzi (1918–1999), Politiker (CDU)
- Karl Pfleger (1924–2013), Mediziner und Toxikologe
- Emil Wolfgang Keller (1932–2017), Unternehmer und Politiker (CDU)
- Wolfgang Rumpf (1936–2006), Forstmann und Politiker (FDP)
- Markwart Schmidt (1937–1980), Pädagoge und Politiker (SPD)
- Michael Stöckle (* 1957), Mediziner
- Anna Eunike Röhrig (* 1962), Schriftstellerin und Bibliothekarin
- Dorothee Wüst (* 1965), Pfarrerin, Kirchenpräsidentin der Evangelischen Kirche der Pfalz
- Michael J. Müller (* 1981), Schauspieler
- Julian Steckel (* 1982), Musiker und Hochschullehrer
- Florian Bilic (* 1994), Politiker (CDU)